# قرض (فیلم ۲۰۰۷)
«بدهی ۲۰۰۷» یک فیلم است که در سال ۲۰۰۷ منتشر شد.